# Umierający jeniec
Umierający jeniec – marmurowa rzeźba Michała Anioła, wykonana ok. 1513 roku, znajdująca się obecnie w Luwrze.
Rzeźba, wraz z drugą figurą - Zbuntowanym jeńcem miała stanowić część nagrobka papieża Juliusza II, jednak rzeźby nigdy się tam nie znalazły. Michał Anioł podarował je Robertowi Strozziemu, a ten wywiózł je do Francji w 1555 roku. Dzieło przedstawia postać w pozie kontrapostu. Pierś i nadgarstki ściśnięte są przez bandaże symbolizujące więzy, czyniące z człowieka niewolnika (który z kolei, w symbolice neoplatońskiej, miał być obrazem walki człowieka o uwolnienie duszy z więzów materii).